# Maponos
Maponos oder Maponus ist ein keltischer Gott der Jagd und der Jugend, wahrscheinlich auch der Fruchtbarkeit und des Lichts. Er wurde vor allem im Norden Britanniens in der Nähe des Hadrianswalls verehrt und in romano-britischer Zeit dem römischen Gott Apollon gleichgesetzt.

## Etymologie und Verehrung
Der Name „Maponos“ leitet sich vom keltischen „Mapos“ („Sohn“, „Kind“) und der Endsilbe „-onos“ ab, die als häufige Endung von Götternamen auftritt, vergleiche auch irisch mac und walisisch mab.
Maponus wurden im Bereich zwischen Hadrians- und Antoninuswall einige Kultstätten bereitet, der Ortsname Lochmaben in Dumfriesshire mit dem Lochmaben Stone erinnert daran. Ein wahrscheinlicher „Mapunuskopf“ wurde bei Corbridge gefunden. Von seiner Verehrung in Nordengland zeugen auch noch einige Inschriften, besonders auf dem Altar von Hexham Abbey (bei Newcastle upon Tyne) mit dem Text APOLLINI/MAPONO/Q TERENTIUS/Q F[ ]OVF/FIRMUS SAEN/PRAEF CAST/LEG VI P F/D D (RIB 1120).
Der Gott wurde wahrscheinlich auch von den Festlandkelten Galliens verehrt. Auch auf der Inschrift in Rouen und der 1971 entdeckten Bleitafel von Chamalières befinden sich Bezeichnungen mit „Mapanos“. Die Bleitafel ist eine sogenannte Fluchtafel in gallischer Sprache aus der ersten Hälfte des 1. Jahrhunderts n.Ch. und ist mit 336 Buchstaben bzw. 64 Wörtern der zweitlängste bisher gefundene gallische Text nach der Fluchtafel von Larzac. Sie befindet sich heute im Museum Bargoin in Clermont-Ferrand. Léon Fleuriot vermutete in der sehr umstrittenen Inschrift eine Siegesbotschaft, Wolfgang Meid eher einen Bericht über erfolgte Heilungen speziell von Augenkrankheiten, neuere Forscher tendieren zu einer Fluchtafel bzw. einer Maponus-Anrufung. In ihr sollen die Unterirdischen Maponus dazu bringen, einige namentlich genannte Römer wegen Meineids krank zu machen (P.Y. Lambert).
Im neuheidnischen Wicca-Kult sowie Teilen des modernen Druidentums wird das Fest des Herbstäquinoktiums nach der walisischen Sagengestalt Mabon benannt und Mabon oder Maponos als Inkarnation des jungen Licht- oder Sonnengottes interpretiert, der im Herbst oder zu Mittwinter von der Muttergöttin geboren werde.
Verwandt ist der Name der walisischen Sagengestalt Mabon, des Sohnes der Modron („Mutter“) und möglicherweise des Mellt („Blitz“). Er wird in der kymrischen Sage von Kulhwch und Olwen als der größte Jäger Britanniens bezeichnet und muss von König Artus aus seiner Gefangenschaft in Gloucester befreit werden. Auch die irische Sagengestalt Angus MacOg wird oftmals zum Vergleich angeführt, denn auch dieser stellt den Archetyp des jungen keltischen Gottes, des Sohnes der Muttergöttin und des Himmelsgottes (in Wales Modron und Mellt, in Irland Boand und Dagda) dar.
Weitere Figuren aus der Artussage, die etymologisch verwandt sind, sind eventuell
- der mit Mabon eventuell analoge Mabuz,
- der Ritter Mabonagrain, dessen Name keltischen Ursprungs ist und den des Maponos, mit dem der ebenfalls bezeugten keltischen Apollon-Hyposthase Grannus verbindet.